# Apollo Theatre (Londen)
Het Apollo Theatre is een theater aan Shaftesbury Avenue in de theaterwijk West End in Londen, vlak bij Piccadilly Circus in het district City of Westminster. Het werd geopend op 21 februari 1901.
Dit gebouw is een Grade II bouwwerk, wat betekent dat het op de Statutory List of Buildings of Special Architectural or Historic Interest staat. Het is speciaal voor het muziektheater ontworpen door de architect Lewin Sharp in opdracht van de eerste eigenaar Henry Lowenfield, maar tegenwoordig worden er voornamelijk toneelstukken opgevoerd. Achtereenvolgende eigenaars en exploitanten waren de impresario's Tom B. Davis (vanaf 1902) en Prince Littler (vanaf 1944), de Stoll Moss Group (vanaf 1975), de Really Useful Group van Andrew Lloyd Webber samen met investeerder Bridgepoint Capital (vanaf 2000) en het theaterconcern Nimax Theatres (sinds 2005) dat in totaal zes West End-theaters bezit.
De zaal kan 775 bezoekers herbergen en heeft vier verdiepingen, elk met zijn eigen foyer en wandelgangen, en drie balkons. Het balkon van de derde verdieping geldt als het steilste in London. De centrale loggia op de eerste verdieping heeft decoraties in Lodewijk XIV-stijl van Hubert van Hooydonk.
Bij een renovatie in 1932 onder leiding van Ernest Schaufelberg kwam er bij de koninklijke loge een besloten foyer met ontvangstkamer.

## Plafondincident 2013
Op 19 december 2013 kwam het plafond naar beneden. Delen van het metselwerk en stucwerk kwamen neer op de balkons. Dit gebeurde om 20:15 uur (lokale tijd) tijdens de voorstelling The Curious Incident of the Dog in the Night-Time, die op dat moment 40 minuten bezig was terwijl er 720 bezoekers in de zaal zaten. Er waren 76 gewonden, van wie zeven ernstig.
The Curious Incident of the Dog in the Night-Time van Simon Stephens naar de gelijknamige roman van Mark Haddon ging in 2012 in première en werd in 2013 bekroond met zeven Laurence Olivier Awards. De succesvolle productie, geregisseerd door Marianne Elliott, loopt sinds maart 2013 in het Apollo Theatre, trekt veel buitenlandse toeristen en was in deze zaal geboekt tot in elk geval 25 oktober 2014.